# Eutyporhachis tesselatus
Eutyporhachis tesselatus är en mångfotingart som beskrevs av Pocock 1909. Eutyporhachis tesselatus ingår i släktet Eutyporhachis och familjen Chelodesmidae. Inga underarter finns listade i Catalogue of Life.